# Te Kinga
Te Kinga ist eine kleine Siedlung im Grey District der Region West Coast auf der Südinsel von Neuseeland.

## Geographie
Die Siedlung befindet sich rund 30 km südöstlich von Greymouth und rund 3 km östlich des Lake Brunner / Moana am Crooked River. Die Cashmere Bay, die Teil des Lake Brunner ist, öffnet sich rund 1 km südwestlich der Siedlung. Südöstlich bis östlich von Te Kinga befinden sich in gut 3 km und knapp 5 km Entfernung die kleinen Seen Kangaroo Lake und Lady Lake und rund 11 km südlich der Lake Poerua.
Die nächstgelegenen Siedlungen sind die über die Moana Rotomanu Road verbundenen Siedlungen Ruru und Moana im Norden und Nordwesten sowie Rotomanu im Süden.

## Geschichte
Die Siedlung entstand im frühen 19. Jahrhundert und hatte ihr Einkommen von der Forstwirtschaft und der Verarbeitung des Holzes in den Sägewerken. 1895 öffnete ein Postamt in der Siedlung. Die Sägewerke schlossen Ende der 1960er Jahre, die Post 1975. Geschlossen wurden auch Schule und Läden, selbst ein Teil der Häuser wurde nach Stillwater rund 22 km weiter nordwestlich umgezogen.

## Wirtschaft
Heute ist der mit Wassersport auf den umliegenden Seen verbundene Tourismus eine wichtige Einkommensquelle der Siedlung. Der Fluss und die Seen werden zum Bootfahren und Angeln genutzt, ihre Ufer zum Wandern.